# 家庭裁判所調査官研修所
家庭裁判所調査官研修所（かていさいばんしょちょうさかんけんしゅうじょ）は、かつて存在した日本の最高裁判所の研修機関である。家庭裁判所調査官の養成、研修、研究等を行ってきたが、2004年（平成16年）4月に裁判所書記官研修所と統合され、裁判所職員総合研修所が新設されたことから廃止となった。

## 沿革
- 1957年5月、最高裁判所に家庭裁判所調査官研修所を設置（東京都千代田区富士見町）
- 1971年12月、東京都北区西が丘に移転
- 2004年4月、裁判所書記官研修所と統合。裁判所職員総合研修所を設置（埼玉県和光市南二丁目）